# 마누엘 쉔카이젠

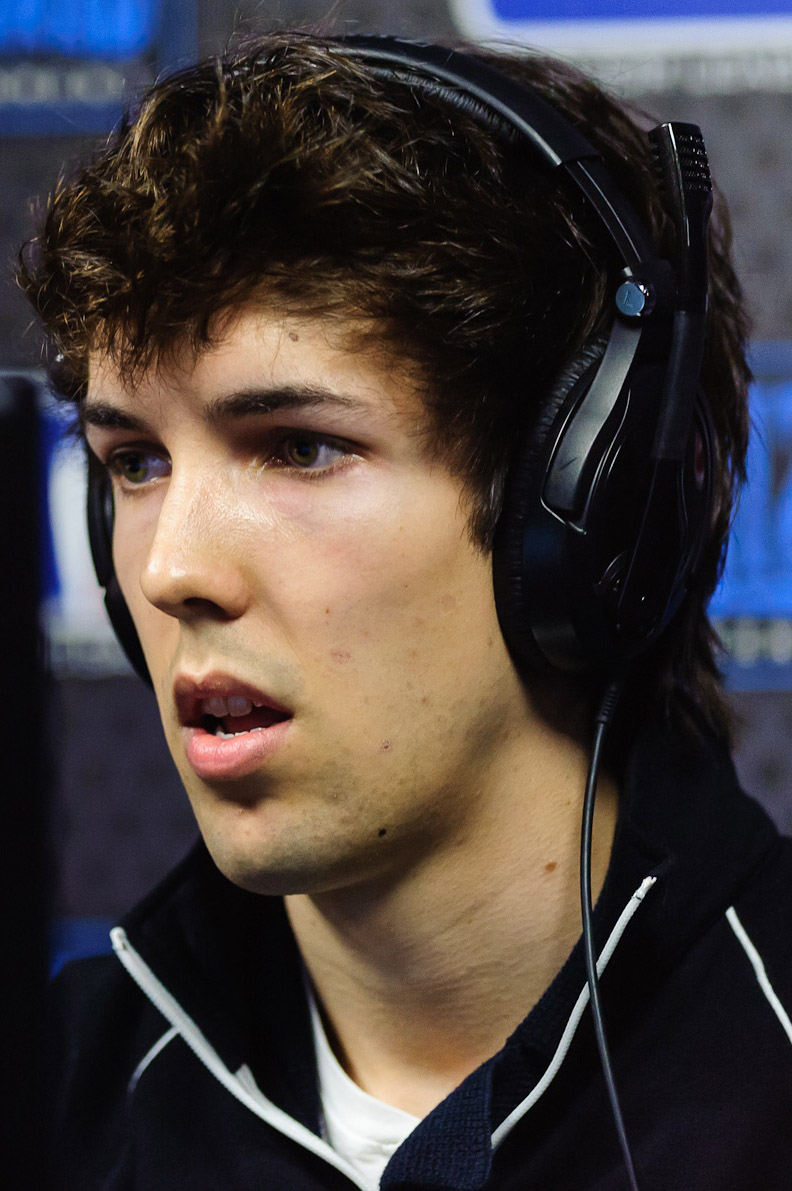
마누엘 쉔카이젠.

마누엘 "그루비" 쉔카이젠 (Manuel "Grubby" Schenkhuizen, 1986년 5월 11일 ~ , 니우에헤인) 은 네덜란드의 프로게이머이다. 인도네시아계 네덜란드인 부모로부터 태어났으며 실시간 전략 게임 워크래프트 III, 스타크래프트 II 종목에서 활동 중에 있다. 워크래프트 III에서는 오크 종족으로 활동했으며 6개 세계 대회 포함, 38개의 대회에서 우승을 차지했다. 워크래프트 III 씬에서 가장 성공적인 선수로 평가 받고 있으며 가장 성공적인 워크래프트 III 팀 British 4Kings에 소속되어 있기도 했다. 덴마크 팀 MeetYourMakers, 북미의 이블 지니어스 소속으로 활동하다가 2011년부터 팀에 소속되지 않고 개인 스폰을 얻어 활동 중이며 세계적으로, 그중에서도 중국에서 많은 팬을 보유하고 있다. 손이 빠르지는 않으나 획기적인 플레이 스타일로 잘 알려져 있다. 현재 스타크래프트 II 프로게이머로 활동 중에 있다. 종족은 프로토스.